# Notostomus gibbosus
Notostomus gibbosus är en kräftdjursart som beskrevs av Alphonse Milne-Edwards 1881. Notostomus gibbosus ingår i släktet Notostomus och familjen Oplophoridae. Inga underarter finns listade i Catalogue of Life.